# Senat Lesotho
Senat Lesotho jest izbą wyższą bikameralnego parlamentu tego kraju. W jego skład wchodzą dożywotnio i dziedzicznie wodzowie plemion lub ich przedstawiciele (22) oraz członkowie powoływani przez króla za zgodą premiera (11).
Obecnym prezydentem Senatu jest Sempe Lejaha.